# Dipsas gracilis
Dipsas gracilis este o specie de șerpi din genul Dipsas, familia Colubridae, descrisă de George Albert Boulenger în anul 1902. Conform Catalogue of Life specia Dipsas gracilis nu are subspecii cunoscute.